# Tomoko Suzuki
Tomoko Suzuki (jap. 鈴木 智子, Suzuki Tomoko; * 26. Januar 1982 in Präfektur Kanagawa) ist eine ehemalige japanische Fußballspielerin.

## Karriere

### Verein
Sie begann ihre Karriere bei Tasaki Perule FC, wo sie von 2000 bis 2007 spielte. Sie trug 2003 zum Gewinn der Nihon Joshi Soccer League bei. 2008 folgte dann der Wechsel zu INAC Kōbe Leonessa. 2009 beendete sie Spielerkarriere.

### Nationalmannschaft
Suzuki absolvierte ihr erstes Länderspiel für die japanischen Nationalmannschaft am 12. Januar 2003 gegen Vereinigte Staaten von Amerika. Insgesamt bestritt sie drei Länderspiele für Japan.

## Errungene Titel

### Mit Vereinen
- Nihon Joshi Soccer League: 2003